# Ночной беглец
Эта статья — об американском фильме 2015 года. Об американском фильме 1942 года смотри «Ночной беглец».
«Ночной беглец» (англ. Run All Night — «Беги всю ночь») — криминальный боевик режиссёра Жауме Кольет-Серры по сценарию Брэда Ингелсби. В главных ролях — Лиам Нисон и Юэль Киннаман. Премьера в США состоялась 13 марта 2015 года, в России — 16 апреля 2015.

## Сюжет
Фильм расскажет историю киллера, вступившего в конфликт с бывшим боссом и в итоге вынужденного пуститься в бега, чтобы защитить свою семью от преследования мафией и властями.

## В ролях
| Актёр             | Роль             |
| ----------------- | ---------------- |
| Лиам Нисон        | Джимми Конлон    |
| Юэль Киннаман     | Майк Конлон      |
| Common            | мистер Прайс     |
| Эд Харрис         | Шон Магуайр      |
| Винсент Д’Онофрио | детектив Хардинг |
| Генезис Родригес  | Габриэль Конлон  |
| Бойд Холбрук      | Дэнни Магуайр    |
| Холт Маккэллани   | Фрэнк            |
| Малкольм Гудвин   | Колстон          |
| Бо Напп           | Кенан Бойл       |
| Брюс Макгилл      | Пэт Маллен       |
| Ник Нолти         | Эдди Конлон      |
| Тони Девон        | детектив Энджи   |

## Создание
16 ноября 2012 года TheWrap сообщил, что Лиам Нисон ведёт переговоры по поводу главной роли в фильме. 17 января 2013 было официально объявлено, что главная роль досталась Лиаму Нисону, а на пост режиссёра рассматривается Жауме Кольет-Серра. 8 марта 2013 The Hollywood Reporter сообщил, что Юэль Киннаман сыграет сына героя Нисона. 31 июля 2013 стало известно, что Эд Харрис претендует на роль жестокого лидера синдиката, который хочет отомстить за смерть своего сына. 23 сентября 2013 Common получил роль киллера. 2 октября 2013 Винсент Д’Онофрио, Холт Маккэлани и Бо Напп присоединились к актёрскому составу фильма. 4 декабря 2014 было объявлено, что Junkie XL напишет музыку к фильму.
Съёмки начались 3 октября 2013 года и проходили в Нью-Йорке.

## Критика
Фильм получил смешанные отзывы критиков. На сайте Rotten Tomatoes рейтинг положительных рецензий составляет 61 % со средним баллом 5,7/10.